# Ivan Maevskiy
Ivan Maevskiy (Magdeburgo, 5 de mayo de 1988) es un exfutbolista bielorruso que jugaba de centrocampista. Desde 2023 es miembro del cuerpo técnico del N. K. Celje de la Primera Liga de Eslovenia.

## Selección nacional
Fue internacional con la selección de fútbol de Bielorrusia, con la que debutó el 27 de marzo de 2015 en un partido de clasificación para la Eurocopa 2016 frente a la selección de fútbol de la República de Macedonia.

## Clubes
| Club                   | País        | Año       |
| ---------------------- | ----------- | --------- |
| Vertikal Kalinkovichi  | Bielorrusia | 2008      |
| F. C. Partizán Minsk   | Bielorrusia | 2009-2011 |
| F. C. Minsk            | Bielorrusia | 2012-2014 |
| Zawisza Bydgoszcz      | Polonia     | 2015      |
| F. K. Anzhi Majachkalá | Rusia       | 2015-2016 |
| F. C. Astana           | Kazajistán  | 2017-2020 |
| F. C. Rotor Volgogrado | Rusia       | 2021      |
| N. K. Celje            | Eslovenia   | 2021-2023 |